# 磐越東線
磐越東線（ばんえつとうせん）は福島県いわき市のいわき駅から郡山市の郡山駅までを結ぶ、東日本旅客鉄道（JR東日本）の鉄道路線（地方交通線）である。「ゆうゆうあぶくまライン」の愛称が付けられている。また、福島県内のみで完結する唯一のJR線でもある。

## 路線データ
- 路線距離（営業キロ）：85.6 km
- 管轄（事業種別）：東日本旅客鉄道（第一種鉄道事業者）
- 軌間：1,067 mm
- 駅数：16（起終点駅含む）
  - 磐越東線所属駅に限定する場合、常磐線所属のいわき駅と東北本線所属の郡山駅[4]が除外され、14駅となる。
- 複線区間：なし（全線単線）
- 電化区間：なし（全線非電化）
- 閉塞方式：特殊自動閉塞式（軌道回路検知式）
- 保安装置：ATS-SN[3]
- 最高速度：100 km/h
- 運転指令所：郡山CTC[5]
  - 運転取扱駅（駅が信号を制御）：郡山駅[5]
  - 準運転取扱駅（入換時は駅が信号を制御）：いわき駅・小野新町駅
- 大都市近郊区間：船引駅 - 郡山駅間（仙台近郊区間）
- IC乗車カード対応区間：船引駅 - 郡山駅間（Suica仙台エリア）[6]

いわき駅構内を含む常磐線との併走区間が水戸支社、赤井駅 - 郡山駅間が東北本部の管轄であり、いわき駅 - 赤井駅間（いわき駅起点1.0 km地点）に支社境界がある。

## 歴史
阿武隈高地を越えて、浜通り（福島県太平洋沿岸）の平と中通り（同県中部東北本線沿い）の郡山を結ぶ平郡線として計画され、平側の平郡東線（へいぐんとうせん）、郡山側の平郡西線（へいぐんさいせん）が1914年から翌年にかけて開業。1917年の全通と同時に磐越東線と改称した。

### 平郡東線
- 1915年（大正4年）7月10日：平郡東線として平駅 - 小川郷駅間 (10.3km) が開業[7]。赤井・小川郷の各駅を新設[7]。

### 平郡西線
- 1914年（大正3年）7月21日：平郡西線として郡山駅 - 三春駅間 (11.9 km) が開業[2][8]。舞木・三春の各駅を新設[2][8]。
- 1915年（大正4年）3月21日：三春駅 - 小野新町駅間 (33.6 km) を延伸開業[2][9]。船引・大越・神俣・小野新町の各駅を新設[2][9]。

### 全通後
- 1917年（大正6年）10月10日：小川郷駅 - 小野新町駅間 (29.8 km) が延伸開業し全通[2][10]。江田信号所および川前・夏井の各駅を新設、平郡西線を平郡東線に編入する形で磐越東線と線名を改称[2][11]。
- 1921年（大正10年）4月10日：磐城常葉駅を新設[12]。
- 1922年（大正11年）4月1日：江田信号所を信号場に改める。
- 1933年（昭和8年）11月16日：江田信号場を廃止。
- 1935年（昭和10年）10月27日 - 川前駅 - 小川郷駅間で上り混合列車が土砂崩れに乗り上げて脱線転覆、機関車と客車（二・三等合造車、三等車）は夏井川に転落した。死者11人以上、重軽傷者50人以上[13]。
- 1948年（昭和23年）
  - 10月1日：江田仮乗降場を新設。
  - 10月10日：菅谷駅を新設[14]。
- 1950年（昭和25年）1月1日：要田駅を新設[15]。
- 1959年（昭和34年）9月22日：準急（1966年に急行格上げ）「いわき」を新設[2]。
- 1963年（昭和38年）7月15日：江田仮乗降場を信号場に改める。
- 1968年（昭和43年）10月1日：貨物列車と一部の旅客列車に用いられていたD60形蒸気機関車がDD51形ディーゼル機関車に置き換えられ無煙化を達成[2]。
- 1982年（昭和57年）11月14日：急行「いわき」を廃止[2]。
- 1984年（昭和59年）12月1日 ：江田信号場を仮乗降場に改める
- 1987年（昭和62年）4月1日：平駅 - 大越駅間の貨物営業を廃止[2]。国鉄分割民営化に伴い東日本旅客鉄道（第1種）・日本貨物鉄道（第2種・大越駅 - 郡山駅間 31.3 km）が承継[2]。江田仮乗降場を駅に改める[2]。
- 1988年（昭和63年）4月1日：平駅 - 小川郷駅間を水戸支社から東北地域本社（当時）に移管。
- 1989年（平成元年）3月11日：全線でCTC化[5]。タブレット閉塞式を廃止して[5]、特殊自動閉塞式に移行する。
- 1991年（平成3年）3月16日：全旅客列車が郡山運輸区に配置されたキハ110系気動車に置き換えられ、一部列車でワンマン運転開始[16]。
- 1993年（平成5年）12月1日：磐越東線営業所発足[2]。
- 1994年（平成6年）12月3日：平駅をいわき駅に改称[2]。
- 2000年（平成12年）3月10日：大越駅 - 郡山駅間で運転の貨物列車（大越駅からのセメント輸送）が廃止され当線から貨物列車が消滅[2]。
- 2001年（平成13年）4月1日：日本貨物鉄道が大越駅 - 郡山駅の第二種鉄道事業を廃止[2]。
- 2005年（平成17年）12月10日：磐越東線営業所廃止、乗務員は郡山運輸区へ統合[2]。
- 2009年（平成21年）3月14日：郡山駅 - 船引駅間でICカード「Suica」サービスが開始[6]。
- 2011年（平成23年）
  - 3月11日：東日本大震災（東北地方太平洋沖地震）により全線で不通となる。
  - 3月31日：船引駅 - 郡山駅間で運行再開。
  - 4月13日：小野新町駅 - 船引駅間で運行再開。
  - 4月15日：いわき駅 - 小野新町駅間で運行再開し、全線復旧。
- 2014年（平成26年）4月1日：郡山駅 - 船引駅間が新設の仙台近郊区間となる[17]。
- 2019年（令和元年）
  - 10月12日：令和元年東日本台風（台風19号）の影響で前日から降った雨により小野新町駅 - 郡山駅間で橋梁盛土流出、いわき駅 - 小野新町駅間で盛土流出した影響で全線が不通になる[18]。
  - 11月6日：小野新町駅 - 郡山駅間が運行再開[19]。
  - 11月16日：全線で運行再開[20]。
- 2020年（令和2年）4月2日：郡山駅の信号システム更新工事に伴い、同日以降の木曜日と土曜日のみ郡山駅 - 三春駅間の上り始発列車を運休し、バス代行とする（2024年3月16日に運転再開）[21][22]
- 2026年（令和8年）7月1日（予定）：支社制から事業本部制への再編に伴い、水戸支社管轄のいわき駅付近のみ浜通り事業本部、東北本部が管轄するそれ以外の区間を福島事業本部の管轄とする[23]。

## 運行形態
福島県浜通りの中核市いわき市と、同県最大の経済規模を有する郡山市をつなぐ路線である。全列車が普通列車で、朝の下り1本を除くすべての列車でワンマン運転が行われている。他路線との直通運転は行われていない。
郡山側に輸送需要が大きく偏っており、小野新町駅を境にいわき側と郡山側で極端に輸送密度に差がある。小野新町駅 - 郡山駅間の区間列車は概ね1時間に1本程度の運行があるが、一部時間帯では100分前後の運行間隔となる場合がある。一方、小川郷駅 - 小野新町駅間は上下各6本（うち上下各5本は全線通し列車）、いわき駅 - 小川郷駅間はこれに区間列車2往復を加えた上下各8本の運行で、4 - 5時間ほど開く時間帯があり、いわき駅発の下り最終列車も19時台と早い。
2001年より、三春町の滝桜への観桜客輸送のため、4月の週末に三春駅 - 郡山駅間で臨時列車「三春滝桜号」（各駅停車）が運行されている。
昭和時代の最盛期には急行（のちに快速格下げ）・普通あわせて10往復近い全線通し列車が設定されたが、1985年3月のダイヤ改正で全線通し列車は6往復に減便された。さらに1995年の磐越自動車道開通により長距離客の多くが高速バスにシフトし、現在では沿線地域の通学、通勤など生活需要を中心に担うローカル線となっている。
1982年11月14日までは急行「いわき」（最盛期2往復、グリーン車を連結）という優等列車が当線経由で常磐線水戸駅 - 東北本線福島駅・仙台駅間（福島駅 - 仙台駅間普通列車）に設定されていた。また、2009年のダイヤ改正までは、土休日（2005年から年末年始・ゴールデンウィーク・お盆期間中や三連休の日中心）に快速「あぶくま」が2両編成で1往復設定されていた。
また、1980年代終盤までの冬季には磐越東線経由で水戸 - 平 - 郡山 - 猪苗代間に臨時の夜行列車「猪苗代スキー」が運転されていた。
急行「いわき1号」停車駅（福島駅 - 仙台駅間普通列車）
1978年10月2日改正時点
水戸駅 - 常陸多賀駅 - 日立駅 - 高萩駅 - 勿来駅 - 植田駅 - 泉駅 - 湯本駅 - 内郷駅 - 平駅（現・いわき駅） - 小川郷駅 - 小野新町駅 - 大越駅 - 船引駅 - 三春駅 - 郡山駅 - 本宮駅 - 二本松駅 - 松川駅 - 福島駅
快速「あぶくま」停車駅
2004年10月16日改正時点
いわき駅 - 小川郷駅 - 小野新町駅 - 神俣駅 - 大越駅 - 船引駅 - 三春駅 - 郡山駅

## 使用車両

### 現在の使用車両
- キハ110系気動車 - 郡山総合車両センター郡山派出所所属

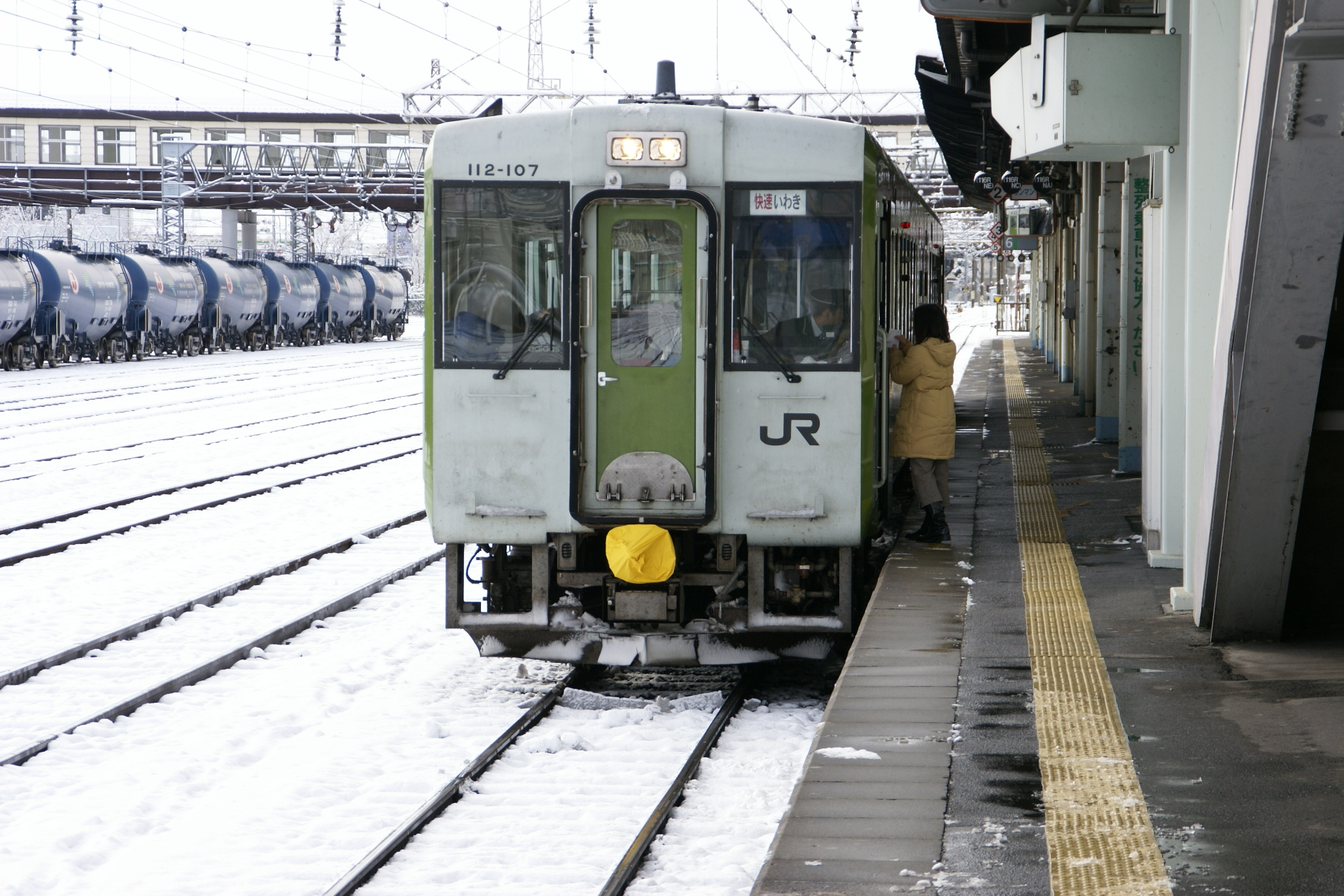
磐越東線で使用されるキハ110系気動車

### 過去の使用車両
- 蒸気機関車
  - 9600形
  - C58形
  - D60形
- 客車
  - 一般形客車
  - 50系 - 主に通勤・通学時に2往復運用。
- 気動車
  - キハ58系 - 当時・郡山運転所（仙コリ）所属
  - キハ40系

## 駅一覧
- 線路（全線単線） … ◇・∨・∧：列車交換可、｜：列車交換不可
- 全駅福島県内に所在。

| 駅名       | 営業キロ | 営業キロ | 接続路線                                                                | 線路 | 所在地        |
| 駅名       | 駅間     | 累計     | 接続路線                                                                | 線路 | 所在地        |
| ---------- | -------- | -------- | ----------------------------------------------------------------------- | ---- | ------------- |
| いわき駅   | -        | 0.0      | 東日本旅客鉄道：■常磐線                                                 | ∨    | いわき市      |
| 赤井駅     | 4.8      | 4.8      |                                                                         | ｜   | いわき市      |
| 小川郷駅   | 5.5      | 10.3     |                                                                         | ◇    | いわき市      |
| 江田駅     | 8.0      | 18.3     |                                                                         | ｜   | いわき市      |
| 川前駅     | 8.0      | 26.3     |                                                                         | ◇    | いわき市      |
| 夏井駅     | 10.4     | 36.7     |                                                                         | ｜   | 田村郡 小野町 |
| 小野新町駅 | 3.4      | 40.1     |                                                                         | ◇    | 田村郡 小野町 |
| 神俣駅     | 6.5      | 46.6     |                                                                         | ◇    | 田村市        |
| 菅谷駅     | 3.3      | 49.9     |                                                                         | ｜   | 田村市        |
| 大越駅     | 4.4      | 54.3     |                                                                         | ◇    | 田村市        |
| 磐城常葉駅 | 4.4      | 58.7     |                                                                         | ◇    | 田村市        |
| 船引駅     | 3.8      | 62.5     |                                                                         | ◇    | 田村市        |
| 要田駅     | 7.0      | 69.5     |                                                                         | ◇    | 田村市        |
| 三春駅     | 4.2      | 73.7     |                                                                         | ◇    | 田村郡 三春町 |
| 舞木駅     | 6.1      | 79.8     |                                                                         | ◇    | 郡山市        |
| 郡山駅     | 5.8      | 85.6     | 東日本旅客鉄道： 東北新幹線・山形新幹線・ ■東北本線・■磐越西線・■水郡線 | ∧    | 郡山市        |

1. ↑  車両基地としては存続
2. ↑  水郡線の正式な終点は東北本線安積永盛駅だが、運転系統上は全列車が郡山駅まで乗り入れる

2023年度の時点で、JR東日本自社による乗車人員集計の対象駅はいわき駅・小野新町駅・船引駅・三春駅・郡山駅である。それ以外の駅は完全な無人駅のため集計対象から外されている。

## 利用状況

### 平均通過人員
各年度の平均通過人員（人/日）は以下のとおりである。
| 年度                   | 平均通過人員（人/日） | 平均通過人員（人/日） | 平均通過人員（人/日） | 出典   |
| 年度                   | 全区間                | いわき - 小野新町     | 小野新町 - 郡山       | 出典   |
| ---------------------- | --------------------- | --------------------- | --------------------- | ------ |
| 1987年度（昭和62年度） | 2,314                 | 1,036                 | 3,660                 | [ 28 ] |
| 2011年度（平成23年度） | 1,597                 | 368                   | 2,679                 | [ 28 ] |
| 2012年度（平成24年度） | 1,622                 | 420                   | 2,682                 | [ 28 ] |
| 2013年度（平成25年度） | 1,615                 | 395                   | 2,689                 | [ 28 ] |
| 2014年度（平成26年度） | 1,522                 | 360                   | 2,546                 | [ 29 ] |
| 2015年度（平成27年度） | 1,530                 | 359                   | 2,562                 | [ 29 ] |
| 2016年度（平成28年度） | 1,472                 | 331                   | 2,477                 | [ 29 ] |
| 2017年度（平成29年度） | 1,431                 | 320                   | 2,410                 | [ 29 ] |
| 2018年度（平成30年度） | 1,385                 | 309                   | 2,333                 | [ 29 ] |
| 2019年度（令和元年度） | 1,320                 | 273                   | 2,242                 | [ 30 ] |
| 2020年度（令和02年度） | 1,067                 | 196                   | 1,835                 | [ 30 ] |
| 2021年度（令和03年度） | 1,055                 | 200                   | 1,809                 | [ 30 ] |
| 2022年度（令和04年度） | 1,077                 | 203                   | 1,847                 | [ 30 ] |
| 2023年度（令和05年度） | 1,109                 | 216                   | 1,896                 | [ 31 ] |

### 収支・営業系数
2019年度（令和元年度）の平均通過人員が2,000人/日未満の線区（いわき駅 - 小野新町駅間）における各年度の収支（運輸収入、営業費用）、営業係数、収支率は以下のとおりである。▲はマイナスを意味する。
| 年度                   | 収支（百万円） | 収支（百万円） | 収支（百万円） | 営業 係数 （円） | 収支率 | 出典   |
| 年度                   | 運輸 収入      | 営業 費用      | 計             | 営業 係数 （円） | 収支率 | 出典   |
| ---------------------- | -------------- | -------------- | -------------- | ---------------- | ------ | ------ |
| 2019年度（令和元年度） | 32             | 770            | ▲737           | 2,351            | 4.3%   | [ 32 ] |
| 2020年度（令和02年度） | 20             | 746            | ▲726           | 3,963            | 2.7%   | [ 32 ] |
| 2021年度（令和03年度） | 21             | 712            | ▲690           | 3,298            | 3.0%   | [ 33 ] |
| 2022年度（令和04年度） | 22             | 748            | ▲726           | 3,283            | 3.0%   | [ 34 ] |